# Lonitzberg
Lonitzberg ist eine Ortschaft und eine Katastralgemeinde der Gemeinde Steinakirchen am Forst im Bezirk Scheibbs in Niederösterreich.

## Geschichte
Laut Adressbuch von Österreich waren im Jahr 1938 in der Ortsgemeinde Lonitzberg ein Viehhändler und mehrere Landwirte ansässig.

## Siedlungsentwicklung
Zum Jahreswechsel 1979/1980 befanden sich in der Katastralgemeinde Lonitzberg insgesamt 97 Bauflächen mit 33.395 m² und 58 Gärten auf 219.246 m², 1989/1990 gab es 98 Bauflächen. 1999/2000 war die Zahl der Bauflächen auf 179 angewachsen und 2009/2010 bestanden 142 Gebäude auf 266 Bauflächen.

## Bodennutzung
Die Katastralgemeinde ist landwirtschaftlich geprägt. 596 Hektar wurden zum Jahreswechsel 1979/1980 landwirtschaftlich genutzt und 371 Hektar waren forstwirtschaftlich geführte Waldflächen. 1999/2000 wurde auf 583 Hektar Landwirtschaft betrieben und 401 Hektar waren als forstwirtschaftlich genutzte Flächen ausgewiesen. Ende 2018 waren 577 Hektar als landwirtschaftliche Flächen genutzt und Forstwirtschaft wurde auf 394 Hektar betrieben. Die durchschnittliche Bodenklimazahl von Lonitzberg beträgt 27,6 (Stand 2010).